# Anthurium abelaezii
Anthurium abelaezii är en kallaväxtart som beskrevs av Thomas Bernard Croat. Anthurium abelaezii ingår i släktet Anthurium och familjen kallaväxter. Inga underarter finns listade.